# カストロレージョ
カストロレージョ（イタリア語: Castroregio）は、イタリア共和国カラブリア州コゼンツァ県にある、人口約300人の基礎自治体（コムーネ）。

## 地理

### 位置・広がり

#### 隣接コムーネ
隣接するコムーネは以下の通り。括弧内のPZはポテンツァ県所属を示す。
- アルビドーナ
- アレッサンドリア・デル・カッレット
- アメンドラーラ
- チェルソージモ (PZ)
- オリオーロ